# Juan de Garlandia (músico)
Juan de Garlandia, también conocido como Johannes de Garlandia o Johannes Gallicus, (fl. c. 1270 – 1320) era un teórico francés de música medieval perteneciente al ars antiqua tardío. Probablemente editó De mensurabili musica, el primer tratado que explora la práctica de la notación musical del ritmo. Antes de aplicar estas innovaciones, la notación musical solo plasmaba la altura de los sonidos.

## Vida
Hasta mediados de la década de los años 80 se pensaba que Johannes de Garlandia había vivido durante la primera mitad del siglo XIII. Las fuentes escritas sobre Garlandia a finales del siglo XIII y a principios del siglo XIV también lo llaman "magister", indicando que probablemente tuviera un cargo como profesor en la Universidad de París. Se cree que estuvo íntimamente relacionado con los compositores del escuela de Notre Dame. Al con menos uno de ellos,Pérotin, que todavía estaba vivo en los inicios de su carrera. Lamentablemente la unión de su nombre con aquellos dos trabajos solo comenzó después de 1270 y actualmente parece probable que Garlandia fuera un tal Jehan de Garlandia, encargado de una biblioteca en París, del cual aparecen registros en varios documentos oficiales parisinos entre 1296 y 1319.

## Obra
Se le atribuye la autoría de dos tratados sobre teoría musical, De plana musica y De mensurabili musica. Lo más probable es que Garlandia fuera el bibliotecario que copió esos dos tratados anónimos anteriores y aunque contribuyó enormemente a clarificarlos y transmitirlos a la posteridad, no los escribió él. También se cree que pudo participar en la recopilación o revisión de otros dos.
Obras probablemente anónimas (c. 1240-1260)
- De plana musica
- De mensurabili musica

Obras probablemente compiladas o revisadas por Johannes de Garlandia (c. 1270-1300)
- Introductio musicae planae secundum magistrum Johannem de Garlandia
- De musica mensurabili positio

### De mensurabili musica
Esta obra probablemente fue escrita hacia 1240. Es el tratado más importante en la historia temprana de la notación rítmica, ya que es el primero en abordar esta cuestión. Concretamente describe una práctica ya en el uso, conocida como ritmo modal, que usaba los modos rítmicos. En este sistema, las notas en la página son adjudicadas a grupos de valores largos y breves basados en su contexto. Esta obra describe seis modos rítmicos, correspondientes a los pies métricos:
| N.º | Nombre     | Valores | Valores               | Transcripción moderna                                                 |
| --- | ---------- | ------- | --------------------- | --------------------------------------------------------------------- |
| 1   | Troqueo    |         | larga - breve         | negra, corchea (medido en 3/8 o 6/8) Play ×4ⓘ                         |
| 2   | Yambo      |         | breve - larga         | corchea, negra (medido en 3/8 o 6/8) Play ×4ⓘ                         |
| 3   | Dáctilo    |         | larga - breve - breve | negra con puntillo, corchea, negra (medido en 6/8) Play ×2ⓘ           |
| 4   | Anapesto   |         | breve - breve - larga | corchea, negra, negra con puntillo (medido en 6/8) Play ×2ⓘ           |
| 5   | Espondeo   |         | larga - larga         | negra con puntillo, negra con puntillo (medido en 3/8 o 6/8) Play ×2ⓘ |
| 6   | Tribraquio |         | breve - breve - breve | corchea, corchea, corchea (medido en 3/8 o 6/8) Play ×4ⓘ              |

La notación todavía no había evolucionado hasta el punto en que el aspecto de cada nota señalaba su duración; esto aún tenía que deducirse de la posición de una nota en una frase, cuál de los seis modos rítmicos estaba siendo empleado, y otros factores varios. El ritmo modal es la característica rítmica definitiva de la música de la escuela de Notre Dame, dándole un sonido completamente distinto, que prevalecería a lo largo del siglo XIII. Por lo general un modo predominaba a lo largo de una frase musical, cambiando a otro modo diferente solo después de una cadencia. Solamente con el desarrollo de la música del ars nova a principios del siglo XIV el ritmo modal regular empezó a decaer y ser suplantado por ritmos más libres, lo cual fue posible gracias al desarrollo de una notación mensural más precisa.
No se sabe con certeza cuánto del tratado fue escrito anónimamente y cuánto aportó Garlandia, salvo que Garlandia probablemente escribió algunos de los últimos capítulos en su totalidad. Franco de Colonia en sus escritos de 1250 aproximadamente, toma claramente prestadas partes de la versión original del tratado. El logro de Garlandia fue perfeccionarlo y difundirlo; su cargo como librero puede haber tenido algo que ver con su amplia difusión e influencia.